# Anthony Mathenge
Anthony Mathenge (Nairobi, 23 de outubro de 1978) é um ex-futebolista profissional queniano que atuava como meia.

## Carreira
Anthony Mathenge representou o elenco da Seleção Queniana de Futebol no Campeonato Africano das Nações de 2004.